# گور کهتری
گور کهتری (به انگلیسی: Gorkhatri) یک منطقهٔ مسکونی در پاکستان است که در پیشاور واقع شده‌است.